# Limenitis basiloides
Limenitis basiloides är en fjärilsart som beskrevs av Bates 1865. Limenitis basiloides ingår i släktet Limenitis och familjen praktfjärilar. Inga underarter finns listade i Catalogue of Life.